# 拉斐尔·努涅斯
拉斐尔·努涅斯（西班牙語：Rafael Núñez，1825年9月28日—1894年9月18日），哥倫比亞政治理論家、詩人，曾四度擔任總統。在法律學校讀書時便投身政治，加入自由黨。在任國會議員期間曾參加起草哥倫比亞第一部自由主義的憲法(1853)。自由黨長期執政時他在數屆總統內閣中供職。1863年赴歐洲研究其他各種政府制度並與政治思想家交往，結果放棄了自己許多激進觀點。1875年回國，次年作为總統候选人竟选總統，但未选上。五年后1880年他首次当选總統，1882年辭職，1884年在保守党的支持下再次当选總統。